# Katkó István
Katkó István (Jászjákóhalma, 1923. június 17. – Budapest, 2000. február 13.) író, újságíró.

## Élete
1936–1938 között Budapesten tejcsarnokban, mosodában, péküzletben kifutófiúként tartotta el magát. 1938–1944 között vasöntő tanonc, később segédként a Budapest–Salgótarjáni Gépgyár és Vasöntő Rt.-nél dolgozott. 1945–1949 között újságíró volt vidéken (Békéscsaba, Szeged, Pécs, Kaposvár), majd a Népszavához szerződött üzemi riporternek. 1953–1957 között a Népszava kulturális rovatvezetője lett. 1957-ben a Budapesti Egyetemen magyar szakos tanári oklevelet szerzett. 1958–1983 között a Magyar Televízió irodalmi rovatának vezetője és főmunkatársa, majd 1983-tól nyugdíjasként művészeti tanácsadója volt.

## Munkássága
Elbeszéléseiben és regényeiben háború utáni élményeit, ifjúságának emlékeit írja meg. Későbbi műveiben a munkásszármazású értelmiség válságait, az új, visszásnak érzett társadalmi folyamatokat mutatja be realista, olykor szatirikus jelleggel. Írt gyermekregényt, rádió- és tévéjátékot, színpadi művet; egyfelvonásosait amatőr társulatok mutatják be.

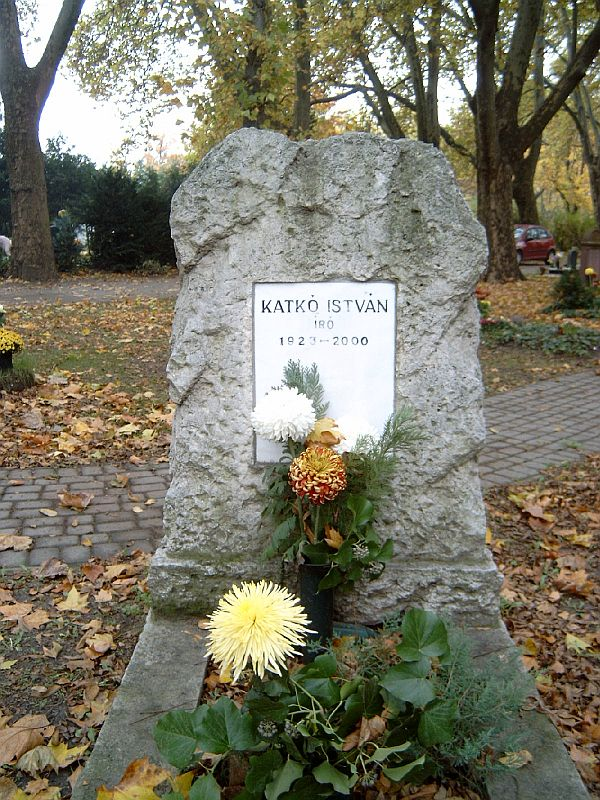
Katkó István sírja Budapesten. Kerepesi temető: 42/1-A-27.

## Díjai
- Szocialista Munkáért Érdemrend (1955)
- Szocialista Hazáért érdemrend (1967)
- Gorkij-díj (1970)
- Gábor Andor-díj (1971)
- Munka Érdemrend ezüst fokozata (1974)
- Felszabadulási Jubileumi Emlékérem (1975)
- SZOT-díj (1983)

## Művei
- Opálka és a forgószél (regény, 1956)
- Piros kenyér (elbeszélések, 1958)
- Félszívű apostolok (regény, 1958)
- Hátra arc! (regény, 1960)
- A nap adja az árnyékot is (regény, 1961)
- Két ember az országúton (elbeszélések, 1962)
- Dicső rokonom (regény, 1963)
- Festett egek (regény, 1966)
- Szent Bertalan délutánja (regény, 1967)
- Történelmi társbérlet (regény, 1969)
- Társutazás (elbeszélések, 1969)
- 5 férfi komoly szándékkal (regény, 1970)
- Csak a testvérem (ifjúsági regény, 1971)
- Vadhajtás (regény, 1973)
- Micsoda fiatalok! Micsoda öregek! (elbeszélések, 1975)
- Háziőrizet (regény, 1978)
- Együtt futottunk (kisregény, 1979)
- Telefonpapa (gyermekregény, 1982)
- Beszélgetés hajnal felé (elbeszélések, 1982)
- Törésvonal (regény, 1983)
- Börtönkalauz kezdő bűnözők számára. Igazolójelentés egy szerelemről (kisregény, 1985)
- A hóhér (regény, 1992)
- Kokárda (regény, 1993)
- Tabló babérlevelekből (1999)